# Ernesto Bassignano
Ernesto Bassignano (Roma, 4 aprile 1946) è un cantautore, giornalista e conduttore radiofonico italiano.

## Biografia
La sua famiglia è di origini piemontesi, e dopo la nascita nella capitale egli si trasferisce con i genitori a Cuneo, per poi ritornare a Roma al termine degli studi liceali; impara a suonare sin da adolescente la chitarra, con cui inizia a comporre le prime canzoni.
Presto si accosta alla canzone politica, restando molto influenzato da nomi come Fausto Amodei e i Cantacronache.
Studente di scenografia all'Accademia di Belle Arti, tra il 1966 e il 1968 è tra i protagonisti come attore, cantante e compositore del gruppo Teatro Politico di Strada, di cui fanno parte anche Edmonda Aldini e Gian Maria Volonté.
Nel 1969 entra a far parte del cast fisso del Folkstudio, dove ha modo di proporre le sue canzoni e dove conosce altri giovani cantautori come Ludwig, Edoardo e Stelio, ed i più giovani Francesco De Gregori, Antonello Venditti e Giorgio Lo Cascio.
È appunto con questi ultimi tre che nel 1971 si unisce nel gruppo I giovani del folk (anni dopo Venditti ricorderà quest'esperienza nei versi iniziali della canzone Notte prima degli esami, e Bassignano scriverà un libro, Canzoni pennelli bandiere supplì con il racconto delle vicende di quel periodo); quando Venditti e De Gregori firmano con la It, Bassignano ha lasciato in secondo piano la canzone perché è diventato operatore culturale nel settore stampa e propaganda del Partito Comunista Italiano.
Il suo debutto come cantautore solista avviene con un Ep pubblicato proprio dal Partito Comunista, e quindi distribuito fuori da quelli che sono i normali canali della promozione discografica; nel 1972 il chitarrista Mario Cenci gli presenta il paroliere Giuseppe Cassia, che gli fa incidere il 45 giri Guarda verso riva/Da terra arida pubblicato dalla Picci, la casa discografica di Cassia, che è anche il debutto su disco di Francesco De Gregori, che suona l'armonica a bocca e la sua chitarra Eko Ranger 12 corde.
Nel 1973 firma con la Ariston, che a luglio pubblica il suo primo album, Ma...: si tratta di un disco dal forte contenuto politico e militante, che Bassignano presenta in vari concerti effettuati soprattutto per le organizzazioni extraparlamentari di sinistra; nel disco sono inoltre presenti tre delle quattro canzoni dell'EP, e cioè Compagno dove vai , Veniamo da lontano (che Bassignano presentava già al Fokstudio), e Compagni compagni, reincise per l'occasione.
Le vendite non sono molte; va meglio il secondo album, Moby Dick, questa volta inciso per la RCA Italiana, che contiene una canzone dedicata al cantautore cileno Víctor Jara (ucciso durante il golpe dell'11 settembre), mentre la title track è un duro attacco alla Democrazia Cristiana.
L'album è seguito da un 45 giri pubblicato due anni dopo; in questo periodo partecipa inoltre alla seconda edizione del Premio Tenco, ed allo spettacolo Domenica musica da cui l'RCA trae il disco collettivo Trianon '75.
Passa poi alla It di Vincenzo Micocci: per questa casa discografica si dedica all'attività di produttore scoprendo e lanciando, tra gli altri, Sergio Caputo.
Dal 1980 inizia anche la carriera di intrattenitore radiofonico, conducendo molti programmi in Rai, e quella di critico musicale presso Paese Sera.
Non abbandona però l'attività di cantautore, continuando ad incidere album come D'Essai (che nel retro copertina presenta una bella foto di Bassignano con Venditti, Lo Cascio e De Gregori; album in cui suonano, tra gli altri, Massimo Buzzi, Luciano Ciccaglioni, Arturo Stalteri, e Dino Cappa), Bassingher e La luna e i falò;  in quest'ultimo torna a collaborare con De Gregori, che suona l'armonica a bocca nel brano Stelle da rubare, già pubblicato due anni prima su 45 giri. Gli arrangiamenti sono di Alberto Antinori, dal 1976 musicista al fianco di Bassignano.
A Radio-Uno-Rai, dal 1999 al 2011, ha presentato, insieme al giornalista sportivo Ezio Luzzi, la trasmissione di satira sociale Ho perso il trend.
Dal 19 settembre 2011 Ernesto Bassignano è in onda sull'emittente radiofonica romana Radio Città Futura con la trasmissione Radio bax, nel paese degli struzzi.
Nella stagione 2012-2013 conduce sempre su Radio Città Futura la trasmissione Rodeo insieme con Pierluigi "Piji" Siciliani.
Nella stagione 2014-2015 Bassignano torna a condurre Rodeo sempre con Pierluigi Siciliani, sempre dal lunedì al venerdì su Radio Città Futura.
Nel 2016 ripubblica, con la casa editrice Les Flâneurs Edizioni, il suo romanzo autobiografico Canzoni, pennelli, bandiere e supplì.

## Programmi radiofonici RAI
- 1981 - Ironik alias, di Ernesto Bassignano
- 1983 - Tu mi senti - RaiStereoUno
- 1999-2011 - Ho perso il trend su Rai Radio 1, con Ezio Luzzi

## Discografia[9]

### Album
- 1973 – Ma... (Ariston, Ar 12108)
- 1975 – Moby Dick (RCA Italiana, TPL 1-1172)
- 1983 – D'Essai (Hobby, ZBOB 300)
- 1985 – Bassingher (GV Music, 8507)
- 1989 – La luna e i falò (Hit, ZL 74128)
- 2004 – Vita che torni (Joe&Joe)
- 2007 – Trend & Trend (CNI, CNDLl21535)
- 2009 – Aldilà del mare (Rai Trade, RTP0208L)
- 2017 – Il grande Bax! (Egea Music)
- 2019 – Il mestiere di vivere (Helikonia)[1]
- 2021 – Soldati, Arlecchini e Pierrot (Ondamusic.it)
- 2022 – Siamo il nostro tempo (Interbeat)

### Singoli
- 1971 – Compagno dove vai/Tempo verrà/Veniamo da lontano/Compagni compagni (PCI - Sezione Centrale Stampa e Propaganda, EP 0002)
- 1972 – Guarda verso riva/Da terra arida (Picci, LG 3017)
- 1975 – Moby Dick/Ninna nanna sorella (RCA Italiana, TPBO 1158)
- 1977 – Cenerentola/Zelda (RCA Italiana, PB 6002)
- 1984 – Motori/Charlie In Paradiso (GV Music, GV 8407)
- 1987 – Stelle da rubare/A cavallo di una scopa (Hit, 30.267)
- 2009 – ASPETTANDO aldiladelmare (RaiTrade t, RTP0208S)
- 2024 — Per cento anni ancora (Ondamusic.it)

### Partecipazioni
- 1975 – Sto pensando in AA. VV. – Trianon '75, domenica musica (RCA Italiana TCL 2-1178)